# Defensor general de la Nación Argentina
Defensor General de la Nación es el funcionario que dirige el Ministerio Público de la Defensa

## Base normativa
El artículo 120 de la Constitución de Argentina establece:

Sección Cuarta - Del Ministerio Público.
Artículo 120.- El Ministerio Público es un órgano independiente con autonomía funcional y autarquía financiera, que tiene por función promover la actuación de la justicia en defensa de la legalidad de los intereses generales de la sociedad, en coordinación con las demás autoridades de la República.
Está integrado por un procurador general de la Nación y un defensor general de la Nación y los demás miembros que la ley establezca.
Sus miembros gozan de inmunidades funcionales e intangibilidad de remuneraciones.
Artículo 120 de la Constitución Argentina.

## Designación
El Defensor General de la Nación es designado por el Poder Ejecutivo nacional con acuerdo del Senado por dos tercios (2/3) de sus miembros presentes.

## Funciones y Atribuciones
El Defensor General de la Nación es el jefe máximo del Ministerio Público de la Defensa, y tiene los siguientes deberes y atribuciones: 
1) Garantizar el cumplimiento de la misión institucional del Ministerio Público de la Defensa instando todas las acciones para la remoción de obstáculos en el acceso a la justicia y el aseguramiento del derecho de defensa. 
2) Impulsar mecanismos de protección colectiva de derechos humanos, sin perjuicio de lo dispuesto por el artículo 86 de la Constitución Nacional. 
3) Ejercer ante la Corte Suprema de Justicia de la Nación las facultades del Ministerio Público de la Defensa, función que puede ser delegada en los Defensores Generales Adjuntos. 
4) Tomar intervención, por sí o por medio de un defensor público de la Defensoría General de la Nación, en aquellos casos en que la muestra o reiteración de patrones de desconocimiento y violación de derechos y garantías trasciendan el caso individual, alcanzando impacto institucional.